# José Bordas Valdez
José Bordas Valdez (6 de agosto de 1874 - 12 de julio de 1968) fue un político dominicano, presidente provisional de la República Dominicana tras la renuncia de Monseñor Nouel en 1913 y luego presidente constitucional en 1914. Además fue general de división e inspector de tropas, senador y comandante de armas de Mao y luego de Dajabón; gobernador de Santiago en 1904, de San Pedro de Macorís y Puerto Plata en 1907. Durante su gobierno tuvo que afrontar la "Revolución del Ferrocarril".

## Biografía
Su carrera política comienza con el golpe del 26 de abril de 1902 contra la administración del presidente Juan Isidro Jimenes, y seguido Bordas tuvo un puesto entre los seleccionados, Comandante de Armas de Mao, y luego de Dajabón. Mientras estuvo allí sucedió la reacción contra el gobierno del presidente Horacio Vásquez, llamada Insurrección de los siete meses. Bordas asumió la función de combatir las fuerzas rebeldes dirigidas con los guerrilleros más fuertes de la región.
Fue gobernador de Santiago en 1904, de San Pedro de Macorís y de Puerto Plata en 1907. 

## Presidencia provisional
A la renuncia del presidente Adolfo Nouel, el Congreso se reunió para elegir su sustituto, pero las divisiones políticas le impidieron seleccionar a uno de los tres candidatos propuestos: Horacio Vásquez, Juan Isidro Jimenes y Federico Velázquez. Ante tal situación, Bordas como político independiente de los partidos, resultó elegido y asumió la presidencia provisional en abril de 1913. Luego surgieron conflictos con los horacistas quienes querían sacar provecho a las luchas venideras y hacer frente al contrincante jimenista. Estalla la llamada Revolución de los dos meses.
El levantamiento o "Revolución del Ferrocarril" fue sofocado por el presidente Bordas con apoyo de las fuerzas del general Desiderio Arias; sin embargo, se vio precisado a comprometerse con la realización de elecciones y con el nombramiento en cargos públicos de algunos influyentes horacistas.

## Presidencia (1913-1914)
En medio de tal situación, el presidente Bordas organizó y celebró unas elecciones el 15 de junio de 1914, en las que él resultó vencedor mediante fraude, cambiando votos en las urnas, reprimiendo los mítines políticos y encarcelando a los opositores. Dichas elecciones, atendido el desorden público reinante, sólo se efectuaron en 5 de las 12 provincias en que entonces se dividía el país. Ante el avance de los insurrectos y la pérdida de apoyo del gobierno norteamericano, Bordas tuvo que renunciar para dar paso al gobierno provisional de Ramón Báez, el 27 de agosto de 1914.